# Baramin
Baramin, från hebreiska "bara" (skapad) och "min" (sort), är inom kreationismen de ursprungliga livsformerna så som de skapades av Gud. Uttrycket används främst av de kreationister som hävdar att jorden skapades för omkring 6000 år sedan.  
Kreationisterna hävdar, i motsats till den vetenskapliga evolutionsbiologin, att alla livsformer inte är besläktade. Evolutionsteorin säger att allt liv på jorden utvecklats från en enda gemensam urform. Enligt kreationisterna skapade istället Gud ett antal olika livsformer som inte har gemensamt ursprung. Människan är enligt denna teori en separat typ som inte är släkt med andra apor. 
Vetenskapen menar att kreationismen och idén om baramin är felaktig och pseudovetenskaplig, eftersom alla vetenskapliga bevis pekar på att evolutionsteorin är korrekt.
Utforskandet av baramin kallas Baraminologi.